# Grand Prix Formule 1 van Frankrijk 1962
De Grand Prix Formule 1 van Frankrijk 1962 werd gehouden op 8 juli op het circuit van Rouen-les-Essarts in Orival. Het was de vierde race van het seizoen.

## Uitslag
| Pos. | Nr. | Coureur                 | Constructeur  | Rondes | Tijd / Oorzaak uitval | Grid | Punten |
| ---- | --- | ----------------------- | ------------- | ------ | --------------------- | ---- | ------ |
| 1    | 30  | Dan Gurney              | Porsche       | 54     | 2:07:05.5             | 6    | 9      |
| 2    | 24  | Tony Maggs              | Cooper-Climax | 53     | + 1 Ronde             | 11   | 6      |
| 3    | 10  | Richie Ginther          | BRM           | 52     | + 2 Rondes            | 10   | 4      |
| 4    | 22  | Bruce McLaren           | Cooper-Climax | 51     | + 3 Rondes            | 3    | 3      |
| 5    | 18  | John Surtees            | Lola-Climax   | 51     | + 3 Rondes            | 5    | 2      |
| 6    | 38  | Carel Godin de Beaufort | Porsche       | 51     | + 3 Rondes            | 17   | 1      |
| 7    | 28  | Maurice Trintignant     | Lotus-Climax  | 50     | + 4 Rondes            | 13   |        |
| 8    | 14  | Trevor Taylor           | Lotus-Climax  | 48     | + 6 Rondes            | 12   |        |
| 9    | 8   | Graham Hill             | BRM           | 44     | + 10 Rondes           | 2    |        |
| NF   | 32  | Jo Bonnier              | Porsche       | 43     | Benzinesysteem        | 9    |        |
| NF   | 12  | Jim Clark               | Lotus-Climax  | 34     | Ophanging             | 1    |        |
| NF   | 42  | Jackie Lewis            | Cooper-Climax | 28     | Ongeluk               | 16   |        |
| NF   | 20  | Roy Salvadori           | Lola-Climax   | 21     | Oliedruk              | 14   |        |
| NF   | 34  | Masten Gregory          | Lotus-BRM     | 15     | Oververhitting        | 7    |        |
| NF   | 26  | Jack Brabham            | Lotus-Climax  | 11     | Ophanging             | 4    |        |
| NF   | 40  | Jo Siffert              | Lotus-BRM     | 6      | Koppeling             | 15   |        |
| NF   | 36  | Innes Ireland           | Lotus-Climax  | 1      | Lekke band            | 8    |        |
| WD   | 16  | Peter Arundell          | Lotus         |        | Geen wagen            |      |        |
| WD   | -   | Tony Marsh              | BRM           |        | Geen wagen            |      |        |
| WD   | -   | Colin Davis             | Porsche       |        |                       |      |        |
| WD   | -   | Carlo Abate             | Lotus-Climax  |        |                       |      |        |
| WD   | -   | Ian Burgess             | Cooper-Climax |        |                       |      |        |

## Statistieken
| Pole-position | Jim Clark   | Lotus-Climax | 2:14.8 |
| Snelste ronde | Graham Hill | BRM          | 2:16.9 |

## Noot
- Dit was het debuut voor de Britse coureur Peter Arundell en de Italiaanse coureur Carlo Abate.
- Vijfde podiumplaats voor Richie Ginther en de eerste podiumplaats voor Tony Maggs en voor een Zuid-Afrikaanse coureur.
- Eerste Grand Prix-winst voor Dan Gurney.

1906 · 1907 · 1908 · 1912 · 1913 · 1914 · 1921 · 1922 · 1923 · 1924 · 1925 · 1926 · 1927 · 1928 · 1929 · 1930 · 1931 · 1932 · 1933 · 1934 · 1935 · 1936 · 1937 · 1938 · 1939 · 1947 · 1948 · 1949 · 1950 · 1951 · 1952 · 1953 · 1954 · 1956 · 1957 · 1958 · 1959 · 1960 · 1961 · 1962 · 1963 · 1964 · 1965 · 1966 · 1967 · 1968 · 1969 · 1970 · 1971 · 1972 · 1973 · 1974 · 1975 · 1976 · 1977 · 1978 · 1979 · 1980 · 1981 · 1982 · 1983 · 1984 · 1985 · 1986 · 1987 · 1988 · 1989 · 1990 · 1991 · 1992 · 1993 · 1994 · 1995 · 1996 · 1997 · 1998 · 1999 · 2000 · 2001 · 2002 · 2003 · 2004 · 2005 · 2006 · 2007 · 2008 · 2018 · 2019 · 2021 · 2022